# Critica teatrale
La critica teatrale è un uso degli strumenti teorici e pratici, di studi estetici e storici, giudizi di valore e spiegazioni che valutino il teatro, nelle sue componenti specifiche: dalla drammaturgia alla rappresentazione, compreso testo, scenografia, lavoro degli attori, regia, e tutto ciò che collabora all'evento teatrale che viene esaminato in modo "professionale", più o meno "scientifico".
Nessuno degli elementi che concorrono allo spettacolo teatrale è dominante rispetto agli altri, come pure nessuno gli è estraneo, una condizione complessa dell'evento teatrale che può arrivare a includere nell'analisi critica spazio scenico ed extra-scenico, contesto e tempo della manifestazione (che include, per esempio, il singolo spettacolo in rassegne, festival, produzioni di enti specifici, sua eventuale registrazione, riprese successive, tournée ecc.), insomma tutto ciò che fa dello spettacolo teatrale un'entità isolabile dal punto di vista antropologico, sociologico e artistico.

## Storia
La critica teatrale più semplice nasce con la programmazione dei teatri borghesi del XVIII secolo e cresce grazie allo sviluppo della stampa, dove si presenta come "recensione". Successivamente si è sviluppata un'attenzione metodologica al mestiere stesso del critico, che è andato a mescolarsi a quello dello storico del teatro, entrambi preoccupati di trovare una propria identità distinta rispetto alla storia della letteratura (che ha considerato i testi teatrali parte del proprio interesse) e la "cronaca mondana", dove qualsiasi liturgia o qualsiasi rito ha giustamente ragione di attirare l'attenzione e lo studio dei critici.
Ma storicamente è possibile rintracciare una storia della "funzione critica teatrale" in testi (si pensi, prima d'altro e come esempio, al Paradoxe sur le comédien di Denis Diderot) la cui domanda centrale è marginale rispetto allo spettacolo (nel caso di Diderot, si può mettere al centro del suo libro l'arte attoriale-drammatica quale tecnica per rivelare o nascondere e comunque guidare la passione umana, l'essere naturale o artificiale dell'emozione).

### Teatro classico
Tragedia e commedia greca e latina hanno avuto valutazione critica durante i festival (come nelle dionisie che apparentano il teatro all'evento religioso e all'agone sportivo, con una visione dell'attore che somiglia all'atleta), o in filosofia (come nella Poetica di Aristotele) e si può parlare di valutazione estetica e storica dell'evento teatrale o come annotazione storica e di costume o come satira, magari all'interno degli stessi testi drammatici in competizione tra loro (come fanno Gli Acarnesi contro Euripide).
Il teatro classico ha anche dato spunto a visite critiche più generali, come in Die Geburt der Tragödie di Nietzsche che è piuttosto opera di filosofia moderna.

### Teatro medioevale
Mistero, moralità e sacra rappresentazione mettono al centro del teatro la chiesa, ma anche alcune feste pagane e il ruolo del giullare a corte, tutto testimoniato in opere più storiche che critiche, per come si intende successivamente la critica drammatica, ma anche in qualche lettera descrittiva.

### Teatro moderno
La festa rinascimentale (e il suo resoconto critico) mette al centro la scena e l'architettura teatrale (e la loro teoria, la funzione all'interno della società di corte, come ne Il Cortegiano), al quale si aggiunge il teatro elisabettiano, con la sua fioritura di testi (e dunque la critica teatrale drammaturgica, con la continua querelle di paragone tra antichi e moderni) e la commedia dell'arte, con la maschera e le dispute sulla verosimiglianza (si pensi a Giovanni Vincenzo Gravina) oppure anche le analisi del lavoro dell'attore (poi spostate su "mattatore", "capocomico" e "regista", cioè produttore principale dell'evento teatrale, colui che ne decreta il successo o il fallimento).
Ma la critica teatrale è ancora molto centrata sui testi (ed eventualmente sulla musica, nel caso dell'opera) assumendo anche colore di polemica pedagogica o comunque di collaborare alla formazione del pubblico e del suo gusto con indicazioni che partono dal solo riassunto della trama e aggiungono, secondo la sensibilità del critico, note sulla scenografia, i costumi, i gesti e lo spessore degli attori, ma anche la toelette e le presenze del pubblico in sala (il fenomeno è soprattutto parigino, come per esempio su "Le Mercure Galant", poi "Mercure de France" e londinese, come su The Spectator).

### Teatro contemporaneo
Nel XIX secolo i grandi giornali avevano spesso uno spazio di cronache teatrali, che andavano dalla ricognizione informativa e quasi pubblicitaria degli spettacoli in città, inclusi i "prossimamente", fino a vere e proprie pagine di riflessione critica, con divagazioni al limite tra storiografia e gossip. Tra celebrazione e mitologia (il grande tenore, l'attrice vedette, il divo, la messa in scena magnifica) e derisione o "stroncatura", la critica ha assunto una dicotomia buono/cattivo, giusto/sbagliato, funzionante/dispersivo che va a influenzare le carriere di professioni limitofre, con maggiore o minore onestà, ma comunque in qualche modo di "raccordo" fra produttori e consumatori di teatro (tra i critici più influenti Francisque Sarcey, Émile Zola, Octave Mirbeau, Giovanni Pozza, tra i più polemici Henry Becque, George Bernard Shaw, ma sono stati critici teatrali anche Piero Gobetti e Antonio Gramsci).
È anche la nascita della stampa periodica teatrale specialistica.
La critica teatrale assume maggiore consapevolezza nel XX secolo, quando però sembra pian piano sparire dai giornali e assumere uno sguardo più scientifico (tra i critici più noti Silvio D'Amico, Mario Apollonio, Roberto De Monticelli, Franco Quadri, Angelo Maria Ripellino, Giorgio Prosperi, Giuseppe Bartolucci, Nicolás Isasi, Oliviero Ponte di Pino ecc.). Spazio di critica diventa anche il volume, l'opera teorica, la storiografia, la ricostruzione filologica. Diverse discipline convergono e si parla di semiotica teatrale, come esercizio critico di tipo riassuntivo o strutturale sul teatro e la storia, i luoghi, l'intertestualità. Contemporaneamente si aprono studi verso il teatro orientale come altra estetica possibile e varie analisi di avanguardie e ricerche (con anche il mito di certi teatranti, come per esempio Antonin Artaud) e "altro" teatro. Questo fenomeno ha nobilitato la funzione del critico ma ne ha anche spostato il senso e la professione verso quelli dello storico e dell'antropologo del teatro (con anche la nascita di alcune riviste specialistiche come "Quaderni di teatro" o "Teatro e storia" o cattedre e corsi universitari sulla critica teatrale), un fenomeno che è andato acuendosi (soprattutto in ambito anglofono) con la nascita del critico-regista.